# Майдан-Келчевський
Майдан-Келчевський (пол. Majdan Kiełczewski) — село в Польщі, у гміні Садовне Венґровського повіту Мазовецького воєводства.